# Capoterra
Capoterra település Olaszországban, Szardínia régióban, Cagliari megyében. Lakosainak száma 23 186 fő (2023. január 1.). Capoterra Assemini, Cagliari, Sarroch és Uta községekkel határos.

## Népesség
A település népességének változása:
| Lakosok száma | 23 573 | 23 583 | 23 186 |
|               | 2017   | 2018   | 2023   |